# 土居昌弘
土居 昌弘（どい まさひろ、1969年〈昭和44年〉5月7日 - ）は、日本の政治家。大分県竹田市長（2期）。大分県議会議員（4期）、竹田市議会議員（2期）を歴任。

## 来歴
大分県立竹田高等学校、大分大学経済学部卒業、大分大学経済学研究科博士前期課程終了後、近畿日本ツーリストに就職。
竹田市議会、大分県議会議員を歴任。在籍中中央仏教学院を卒業。
2021年、竹田市長選挙に立候補。福祉政策を重点的に訴え初当選した。
2025年、新人の候補を破って再選した。